# Accusatief
De accusatief (Latijn accusare = aanklagen), accusativus of vierde naamval is in sommige talen de naamval voor het lijdend voorwerp (direct object).

## Ontwikkeling
De accusatief is een van de acht oorspronkelijke naamvallen van de Proto-Indo-Europese taal. Aparte accusatiefvormen komen nog in een aanzienlijk aantal Indo-Europese talen voor, bijvoorbeeld in het IJslands, Duits, Litouws en de meeste Slavische talen.

## Gebruik in verschillende talen

### Accusativus cum infinitivo/participio: Latijn, Engels
In het Latijn werd de accusatief vooral gebruikt om de grammaticale functie van lijdend voorwerp uit te drukken, maar hij kon ook nog verschillende andere functies hebben.
- Na een voorzetsel of bij samengestelde werkwoorden was de accusatief afhankelijk van het voorvoegsel van het regerend werkwoord:
- transgressi sunt flumen : ze zijn de rivier overgestoken.

- Daarnaast werd de accusatief ook gebruikt in een Accusativus Cum Infinitivo-constructie:
- audio eum epistulam scribere: ik hoor dat hij een brief schrijft

In het Latijn en Engels komt de accusatief daarnaast voor in constructies met het tegenwoordig of verleden deelwoord, de zogeheten accusativus cum participio- constructies. In het Nederlands zijn dergelijke constructies af en toe ook mogelijk en soms zelfs heel gebruikelijk, maar ze kunnen ook gekunsteld overkomen zo niet volledig ongrammaticaal:
| Latijn                | Engels                     | Nederlands                                        |
| --------------------- | -------------------------- | ------------------------------------------------- |
| Eum venire video      | I see him coming           | Ik zie hem komen (normaal)                        |
| Eum lupus esse credo  | I believe him to be a wolf | Ik geloof hem een wolf te zijn (sterk gekunsteld) |
| Eam ad me venire volo | I want her to come to me   | Ik wil haar naar mij komen (onmogelijk)           |

### Accusativus van richting: Latijn, Duits,Pools
De accusatief kan bovendien een richting aangeven:
- In het Latijn: vaak zonder voorzetsel of na in -(domum/ in domum: naar huis - bij steden en kleine eilanden en in enkele vaste uitdrukkingen.
- In het Duits is dat nog te zien aan de verschillende naamvallen bij het voorzetsel in kunnen staan:

| Duits                       | Nederlands  |
| --------------------------- | ----------- |
| in diesem Haus(e) (datief)  | in dit huis |
| in dieses Haus (accusatief) | dit huis in |

- In het Pools - een taal zonder lidwoorden - is dit weer te zien aan de vorm van het zelfstandig naamwoord, net als in het Latijn:

| Pools                | Nederlands  |
| -------------------- | ----------- |
| na stole (locatief)  | op de tafel |
| na stół (accusatief) | de tafel op |

- In sommige niet-Indo-Europese talen zoals het Fins wordt hier een heel andere naamval voor gebruikt, de illatief (zie ook de Fins-Oegrische talen).

### Andere accusativi
- De accusatief van uitgebreidheid kon zowel op het aspect tijd (de accusativus temporalis, zie hierboven) als op het aspect ruimte slaan. Een accusatief van uitgebreidheid geeft aan hoe hoog, breed iets is, of hoever iemand of iets verwijderd is. Bij de tijd wordt door deze naamval de nadruk gelegd op aspecten als duur, leeftijd en hoelang iets geleden is:
- via viginti pedes lata: "een weg die twintig voet breed is".

- Weinig voorkomend is de accusatief van uitroep, van betrekking, van inwendig voorwerp en de bijwoordelijke accusatief.

### Accusatief in hetOudgrieks
Het gebruik van de accusativus in het Oudgrieks lijkt sterk op dat in het Latijn, maar er zijn enkele opvallende verschillen:
- Zo kan het lijdend voorwerp (hier bij voorkeur gedefinieerd als het object van een transitief werkwoord, dat bij passivering onderwerp wordt) ook wel in een andere naamval staan.
- Een ander verschil met het Latijn is dat in het Grieks een naamwoord in de accusativus vaker een bijwoordelijke (adverbiale) betekenis heeft, vaak te vertalen met 'wat betreft':
  - κάμνω τὴν κεφαλήν : "Ik heb pijn in mijn hoofd".

Deze accusativus wordt wel de accusativus respectus of accusativus limitationis genoemd

### Accusatief in hetHongaars
In het Hongaars krijgt het lijdend voorwerp de uitgang –t. De aard van het lijdend voorwerp (bepaald of onbepaald) heeft invloed op de vervoeging van het werkwoord.
Het lijdend voorwerp kan overal in de zin voorkomen. Voorbeeld met onbepaalde vervoeging zijn:
- Asztalt szeretnék foglalni ma estére. (Ik wil voor vanavond een tafel reserveren.)
- Szeretnék asztalt foglalni ma estére. (Ik wil voor vanavond een tafel reserveren.)
- Szeretnék ma estére asztalt foglalni. (Ik wil voor vanavond een tafel reserveren.)

Bij de bepaalde vervoeging wordt het:
- A zöld asztalt szeretném foglalni ma estére. (De groene tafel wil ik voor vanavond reserveren.)

### Accusatief in hetEsperanto
Ook in het Esperanto wordt een accusatief gebruikt. Hier is het zo dat het lijdend voorwerp eindigt op -n.
- Mi havas novan panon. (Ik heb (een) nieuw brood.)
- Mi havas novajn panojn. (Ik heb nieuwe broden.)

Dit is gemaakt, zodat de complete zinsvolgorde veranderd kan worden:
- Mi novajn panojn havas. (Ik heb nieuwe broden.)
- Novajn panojn havas mi. (Ik heb nieuwe broden.)
- Havas mi novajn panojn. (Ik heb nieuwe broden.)
- Mi havas novajn panojn. (Ik heb nieuwe broden.)

### Oude accusatiefvormen in hetNederlands
De oude accusatiefvormen van het Nederlandse lidwoord waren:
- accusatief mannelijk enkelvoud: den, enen
- accusatief vrouwelijk enkelvoud: de, een
- accusatief onzijdig enkelvoud: het, een
- accusatief meervoud: de, /

Tegenwoordig vindt men deze accusatiefvormen nog in enkele standaarduitdrukkingen:
- aan den toog
- op den duur

Dit is omdat achter de meeste voorzetsels in het Nederlands de accusatief volgde.
Ook de n in een wens als goedenavond gaat op een accusatief terug (..ik wens u enen goeden avond..).
Uiteraard zijn enkel mannelijke accusatiefvormen nog te herkennen. Merk verder op dat het zelfstandig naamwoord zelf in de accusatief geen aparte uitgang kreeg, dit in tegenstelling tot de -e van de datief en de -(e)s van de genitief bij mannelijke en onzijdige woorden.